# Christian Martinelli
Christian Martinelli (Sondalo, 3 giugno 1983) è un ex biatleta italiano.

## Biografia
Christian Martinelli, originario di Isolaccia di Valdidentro e attivo dalla stagione 2002-2003, è entrato a far parte della nazionale italiana nel 2006; ha esordito in Coppa del Mondo il 29 novembre 2007 a Kontiolahti in individuale classificandosi 17º (tale risultato sarebbe rimasto il migliore piazzamento individuale di Martinelli nel massimo circuito) e ai Campionati mondiali a Östersund 2008, dove si è stato 57º nell'individuale, 34º nella sprint e 59º nell'inseguimento.
Il 15 gennaio 2009 ha ottenuto a Ruhpolding in staffetta il miglior risultato in Coppa del Mondo (4º) e ai successivi Mondiali di Pyeongchang 2009 si è classificato 63º nell'individuale, 23º nella sprint, 32º nell'inseguimento e 7º nella staffetta; il 19 gennaio 2013 ha bissato il suo miglior piazzamento individuale in Coppa del Mondo, ad Anterselva in inseguimento (17º), e ai successivi Mondiali di Nové Město na Moravě 2013, sua ultima presenza iridata, è stato 58º nella sprint, 40º nell'inseguimento e 6º nella staffetta. Si è ritirato durante la stagione 2014-2015 e la sua ultima gara in carriera è stata la sprint di Coppa del Mondo disputata il 7 febbraio a Nové Město na Moravě, chiusa da Martinelli al 73º posto; non ha preso parte a rassegne olimpiche.

## Palmarès

### Coppa del Mondo
- Miglior piazzamento in classifica generale: 68º nel 2008

### Coppa Europa/IBU Cup
- Miglior piazzamento in classifica generale: 10º nel 2010[1]

### Giochi mondiali militari
- 3 medaglie:
  -  1 oro
  -  2 argenti[senza fonte]

### Campionati italiani
- 1 medaglia[1]:
  - 1 oro (inseguimento nel 2009)